# Jüdischer Friedhof (Białogard)
Koordinaten: 53° 59′ 6″ N, 16° 1′ 58,8″ O
Der Jüdische Friedhof in Białogard (deutsch Belgard an der Persante), einer Kreisstadt in der polnischen Woiwodschaft Westpommern, wurde 1823 angelegt. Der jüdische Friedhof wurde 1938 von den Nationalsozialisten zerstört.

## Geschichte
Im Jahr 1862 übergab die Stadt für die Vergrößerung der Begräbnisstätte der jüdischen Gemeinde kostenlos ein 2 Morgen und 113 Ar großes Grundstück, das sich neben dem Friedhof befand. Um den Friedhof noch mehr zu erweitern, kaufte die jüdische Gemeinde ein weiteres großes Grundstück. In der Zeit des Bestehens des Friedhofs wurden auf ihm vermutlich 350 bis 375 Personen bestattet. Eine Chewra Kadischa existierte seit 1858.